# 誓いのKiss?
『誓いのKiss?』（英: Kiss the Bride）は、2007年に製作されたアメリカ合衆国の映画。監督は『レター・デイズ』のC・ジェイ・コックス。
日本では、2008年7月12日に第17回東京国際レズビアン&ゲイ映画祭にて初上映された。

## キャスト
- アレックス：トリ・スペリング
- ライアン：ジェームズ・オシェア
- マット：フィリップ・カーナー
- エリー：アンバー・ベンソン
- イヴリン：ジョアンナ・キャシディ
- シーン：スティーヴ・サンドヴォス
- プラマー：ディーン・マクダーモット